# Kabinet-Beel II
Het kabinet-Beel II was het Nederlandse kabinet van 22 december 1958 tot 19 mei 1959. Het werd na de val van het kabinet-Drees III op 11 december 1958 gevormd door de Katholieke Volkspartij (KVP), Anti-Revolutionaire Partij (ARP) en de Christelijk-Historische Unie (CHU). Het kabinet-Beel II was een rompkabinet dat als belangrijkste taak had om de voorbereidingen van de vervroegde verkiezingen te organiseren.

## Verloop
Nadat het kabinet-Drees III ten val kwam als gevolg van de crisis over verlenging van een regeling voor belastingverhoging, benoemde koningin Juliana op 12 december 1958 lid van de Raad van State en voormalig minister-president Louis Beel (KVP) tot informateur. Beel benaderde PvdA-fractievoorzitter en beoogd partijleider Jaap Burger om te zoeken hoe de crisis kon worden opgelost, maar die gaf vervolgens aan dat de PvdA niet meer met de KVP wilde samenwerken. KVP-fractievoorzitter en partijleider Carl Romme, die de PvdA niet als oppositiepartij in de Tweede Kamer wilde zien, stuurde juist aan op een voortzetting van de rooms-rode coalitie.
Nadat de besprekingen voor een voortzetting van de rooms-rode coalitie mislukten, zag Beel geen andere uitweg dan Kamerontbinding en nieuwe verkiezingen, maar door het politieke klimaat heersde de mening dat het kabinet-Drees III als een demissionair kabinet de Tweede Kamer niet kan ontbinden. Vervolgens benoemde koningin Juliana op 19 december 1958 Beel tot formateur om een rompkabinet te vormen uit de demissionaire confessionele ambtsbekleders van het kabinet-Drees III.

## Ambtsbekleders
| Ambtsbekleders                         | Ambtsbekleders             | Ambtsbekleders                              | Ministers / Ministerie                       | Ministers / Ministerie | Termijn                         | Partij |
| -------------------------------------- | -------------------------- | ------------------------------------------- | -------------------------------------------- | --- | ------------------------------- | ------ |
|                                        | L.J.M. (Louis) Beel        | mr.dr. L.J.M. (Louis) Beel (1902–1977)      | Minister-president / Minister                | Algemene Zaken | 22 december 1958 – 19 mei 1959  | KVP    |
| Minister                               | L.J.M. (Louis) Beel        | mr.dr. L.J.M. (Louis) Beel (1902–1977)      | Sociale Zaken en Volksgezondheid             | | 22 december 1958 – 19 mei 1959  | KVP    |
|                                        | A.A.M. (Teun) Struycken    | mr. A.A.M. (Teun) Struycken (1906–1977)     | Vicepremier / Minister                       | Binnenlandse Zaken, Bezitsvorming en Publiekrechtelijke Bedrijfsorganisatie                                                                            | 29 oktober 1956 – 19 mei 1959   | KVP    |
| Minister                               | A.A.M. (Teun) Struycken    | mr. A.A.M. (Teun) Struycken (1906–1977)     | Justitie                                     | 22 december 1958 – 19 mei 1959 |                                 | KVP    |
|                                        | J.M.A.H. (Joseph) Luns     | mr. J.M.A.H. (Joseph) Luns (1911–2002)      | Minister                                     | Buitenlandse Zaken | 13 oktober 1956 – 6 juli 1971   | KVP    |
|                                        | J. (Jelle) Zijlstra        | dr. J. (Jelle) Zijlstra (1918–2001)         | Minister                                     | Financiën | 22 december 1958 – 24 juli 1963 | ARP    |
| Minister                               | J. (Jelle) Zijlstra        | dr. J. (Jelle) Zijlstra (1918–2001)         | Economische Zaken                            | 2 september 1952 – 19 mei 1959 |                                 | ARP    |
|                                        | C. (Kees) Staf             | ir. C. (Kees) Staf (1905–1973)              | Minister                                     | Oorlog | 15 maart 1951 – 19 mei 1959     | CHU    |
| Marine                                 | C. (Kees) Staf             | ir. C. (Kees) Staf (1905–1973)              | Minister                                     | | 15 maart 1951 – 19 mei 1959     | CHU    |
| Minister                               | C. (Kees) Staf             | ir. C. (Kees) Staf (1905–1973)              | Landbouw, Visserij en Voedselvoorziening     | 22 december 1958 – 19 mei 1959 |                                 | CHU    |
|                                        | J.M.L.Th. (Jo) Cals        | mr. J.M.L.Th. (Jo) Cals (1914–1971)         | Minister                                     | Onderwijs, Kunsten en Wetenschappen | 2 september 1952 – 24 juli 1963 | KVP    |
|                                        | J. (Jan) van Aartsen       | mr. J. (Jan) van Aartsen (1909–1992)        | Minister                                     | Verkeer en Waterstaat | 1 november 1958 – 19 mei 1959   | ARP    |
|                                        | H.B.J. (Herman) Witte      | ir. H.B.J. (Herman) Witte (1909–1973)       | Minister                                     | Volkshuisvesting en Bouwnijverheid | 2 september 1952 – 19 mei 1959  | KVP    |
|                                        | M.A.M. (Marga) Klompé      | dr. M.A.M. (Marga) Klompé (1912–1986)       | Minister                                     | Maatschappelijk Werk | 13 oktober 1956 – 24 juli 1963  | KVP    |
|                                        | G.Ph. (Gerard) Helders     | mr. G.Ph. (Gerard) Helders (1905–2013)      | Minister                                     | Zaken Overzee | 16 februari 1957 – 19 mei 1959  | CHU    |
| Ambtsbekleders                         | Ambtsbekleders             | Ambtsbekleders                              | Staatssecretaris / Portefeuille / Ministerie | Staatssecretaris / Portefeuille / Ministerie | Termijn                         | Partij |
|                                        | W.K.N. (Norbert) Schmelzer | drs. W.K.N. (Norbert) Schmelzer (1921–2008) | Staatssecretaris                             | • Bezitsvorming • Rijksdienst • Publiekrechtelijke bedrijfs- organisatie (Binnenlandse Zaken, Bezitsvorming en Publiekrechtelijke Bedrijfsorganisatie) | 29 oktober 1956 – 19 mei 1959   | KVP    |
|                                        | G.M.J. (Gerard) Veldkamp   | dr. G.M.J. (Gerard) Veldkamp (1921–1990)    | Staatssecretaris                             | • Middenstand • Toerisme (Economische Zaken) | 10 oktober 1952 – 17 juli 1961  | KVP    |
|                                        | H.C.W. (Harry) Moorman     | H.C.W. (Harry) Moorman (1899–1971)          | Staatssecretaris                             | • Marine (Defensie) | 1 mei 1949 – 19 mei 1959        | KVP    |
|                                        | R.G.A. (René) Höppener     | mr. R.G.A. (René) Höppener (1903–1983)      | Staatssecretaris                             | • Volksontwikkeling • Jeugdbeleid • Cultuurbeleid • Kunstbeleid • Mediabeleid • Sport • Natuurbehoud (Onderwijs, Kunsten en Wetenschappen)             | 12 november 1956 – 19 mei 1959  | KVP    |
| Bron: Kabinet-Beel II Rijksoverheid.nl |                            |                                             |                                              | |                                 |        |

## Kabinetsformatie
- Ontslagaanvraag vorig kabinet Kabinet-Drees III: 11 december 1958
- Beëdiging kabinet: 22 december 1958
- Duur formatie: 11 dagen
- Informateur
  - mr.dr. L.J.M. (Louis) Beel (KVP), (12 december 1958 – 18 december 1958) 7 dagen
- Formateur
  - mr.dr. L.J.M. (Louis) Beel (KVP), (19 december 1958 – 21 december 1958) 3 dagen